# Ropalidia nigra
Ropalidia nigra är en getingart som först beskrevs av Frederick Smith 1859.
Ropalidia nigra ingår i släktet Ropalidia och familjen getingar. Inga underarter finns listade i Catalogue of Life.